# ماجا گوتبرگ
ماجا گوتبرگ (انگلیسی: Maja Göthberg؛ زادهٔ ۱۶ ژوئیهٔ ۱۹۹۷) بازیکن فوتبال اهل سوئد است.
وی همچنین در تیم‌های ملی فوتبال Sweden women's national under-19 football team بازی کرده‌است.